# Verschil tussen legenden, mythen, sagen en sprookjes
Legenden, mythen, sagen en sprookjes zijn vier vormen van fictie in de epiek. De vier genres delen een aantal kenmerken: het zijn verhalen die gewoonlijk bovennatuurlijke elementen bevatten, zoals onnatuurlijke gebeurtenissen, wonderbaarlijke locaties, magische voorwerpen, bovennatuurlijke wezens, monsters en helden.
Het verschil is met name dat de legende een christelijk volksverhaal is, de mythe gaat over goden en mythische wezens, de sage een volksverhaal is dat zich afspeelt op een specifieke plaats en tijd met een vaak angstaanjagende gebeurtenis en het sprookje zich afspeelt op een onbepaalde plaats en tijd, met gewoonlijk een gelukkige afloop.
Het onderscheid is niet altijd strikt; de genres kunnen soms overlappen. 

## De legende

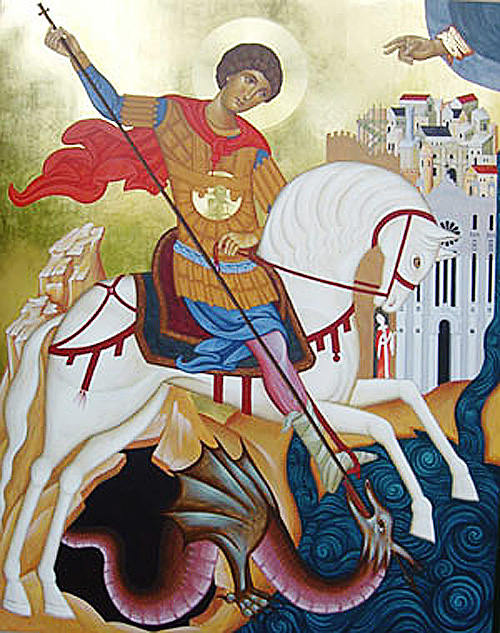
Legende: Sint-Joris en de draak.

Onder legende verstaat men kortweg een traditioneel christelijk (met name katholiek) volksverhaal, waarin een centrale rol is weggelegd voor een heilige, Jezus Christus, Maria, of een heilig voorwerp.
In de volksmond wordt het woord legende algemeen wel gebruikt voor een oud volksverhaal, maar dit is in feite niet correct.
Hoewel de klassieke (heiligen)legenden samen met de verering van heiligen naar de achtergrond aan het verdwijnen zijn, blijft het woord 'legende' tegenwoordig populair als benaming voor zeer beroemde personen naar wie veel mensen opkijken. Veelal verschijnen er na zijn of haar dood een hele reeks biografieën waarin feit en fictie nog moeilijk van elkaar te onderscheiden zijn en blijkt de legende een rolmodel te zijn voor fans. Die biografieën kunnen worden vergeleken met de vroegere hagiografieën, ofwel beschrijvingen van heiligenlevens.

## De mythe

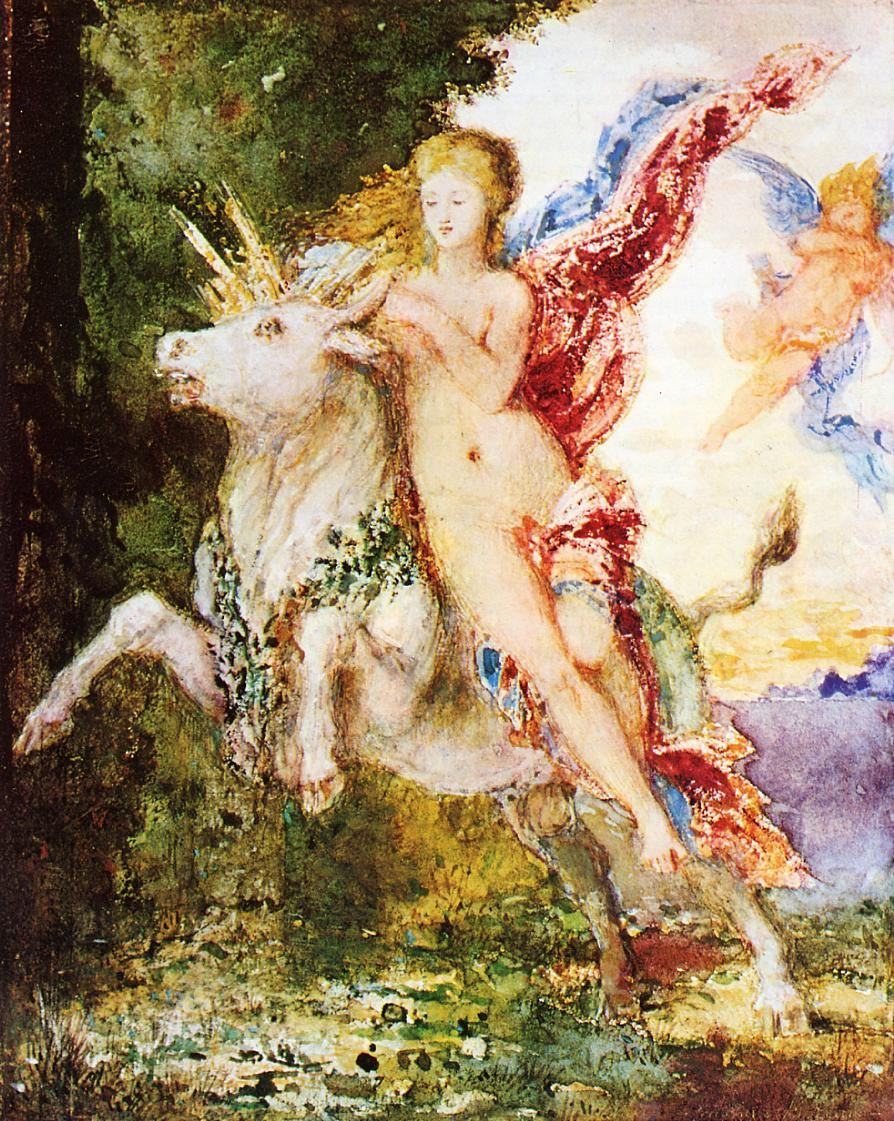
Mythe: Europa en de stier.

Een mythe is een verhaal waarin goden, halfgoden, helden en/of mythische wezens een rol spelen. Daarbij zijn de precieze tijd en plaats niet altijd helder. Aan mythen werd geloof gehecht, en ze kunnen deel uitmaken van religie en rituelen. Ook kunnen ze bestaande, sociale fenomenen 'verklaren' en rechtvaardigen. Mythen maakten dus een levend onderdeel uit van een samenleving.
In verband met volksverhalen wordt in de volksmond regelmatig over mythen gesproken, maar dit begrip dient dikwijls vermeden te worden, in ieder geval voor het Nederlandstalige gebied. Voor Nederland is geen mythisch materiaal overgeleverd, buiten enkele archeologische vondsten (zie Germaanse mythologie). De Germanen moeten weliswaar een mythologie hebben gekend, maar de kennis van die mythologie is voor een groot deel gebaseerd op Scandinavische literatuur.
Hoewel de verzameling van klassieke mythen zo goed als vastligt, noemt men tegenwoordig ook moderne verhalen mythen. Op deze manier wordt het woord 'mythe' dus op een andere wijze gebruikt.

## De sage

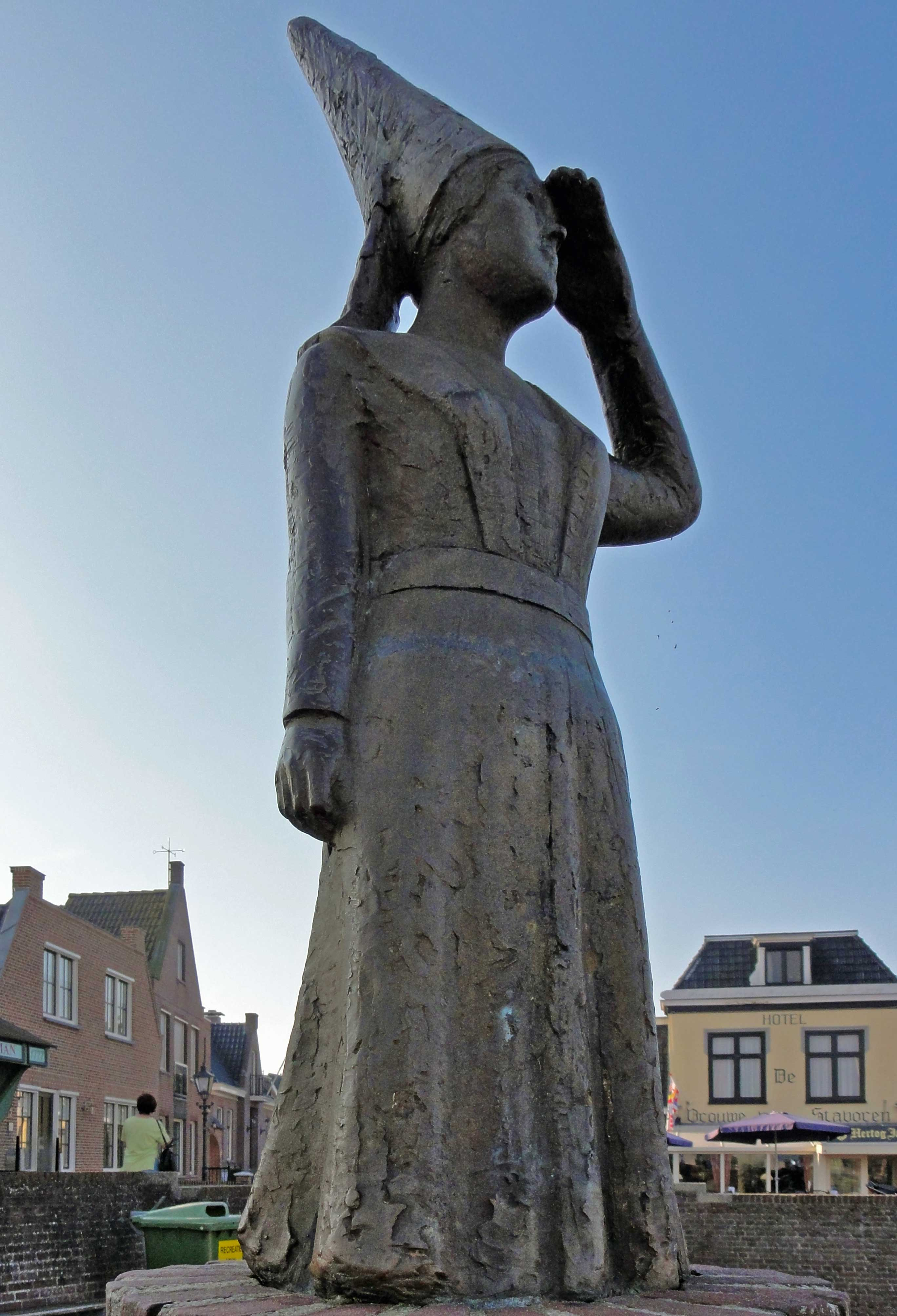
Sage: Het vrouwtje van Stavoren.

Een sage is een traditioneel volksverhaal dat zich afspeelt op een bekende plaats en op een bekend moment in de tijd. De sage is doorgaans een kortere vertelling dan een sprookje, en behandelt een bepaalde vorm van volksgeloof. Sagen bevatten veel angstaanjagende, bovennatuurlijke elementen en vertellen bijvoorbeeld over hekserij, toverij, spokerij, weerwolverij, over reuzen, kabouters, nachtmerries (het wezen, niet de droom), Witte Wieven, duivels en dergelijke. Sagen kunnen ook vertellen over moedige en sterke helden, over geduchte rovers, onderaardse gangen, verborgen schatten en bodemloze putten. In principe werden de sagen vroeger als waarheid verteld. Voor vertellers en publiek werden ze ervaren als non-fictie.
In de volksmond worden de termen 'legende' en 'sage' regelmatig (foutief) door elkaar gebruikt. Het komt ook weleens voor dat de begrippen sage en saga door elkaar gehaald worden. Bij de saga gaat het in de regel echter om Oudnoordse en IJslandse volksverhalen.
De opvolger van de traditionele sage is de moderne sage, ofwel de stadssage (Engels: urban legend), dat ook wel het broodjeaapverhaal wordt genoemd. Broodjeaapverhalen zijn over het algemeen even kort als sagen en de inhoud is doorgaans spannend en griezelig, al komen grappige broodjeaapverhalen wel voor. Spreekt uit oude, traditionele, sagen bijvoorbeeld de latente angst voor het bovennatuurlijke, zoals duivels, spoken, heksen en witte wieven, in de hedendaagse sagen zijn dat regelmatig aardse angsten voor rampen, bizarre ongelukken, criminaliteit, moderne technologie en sociale pijnlijkheden.
Het woord 'sage' komt, volgens het etymologisch woordenboek (Van Dale), van het Middelnederlandse woord 'sage' of 'zage', afgeleid van 'zeggen', 'wat men zegt'.

## Het sprookje

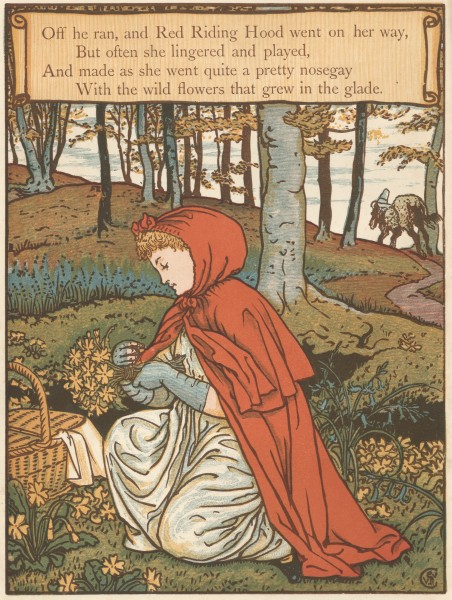
Sprookje: Roodkapje.

Een sprookje is een traditioneel volksverhaal of nog vaker een literair bedenksel, en is in wezen een geëngageerd genre dat oorspronkelijk de nodige satire en sociaal-culturele weerspannigheid bevat. Het sprookje speelt zich af op een onbepaalde plaats in een onbepaalde tijd, en opent daarom vaak met de woorden "Er was eens..." Niet zelden keren we terug naar een onbestemd feodaal verleden. In het begin van het verhaal wordt de held voor een probleem gesteld dat opgelost moet worden. De held gaat op avontuur uit en zonder dat de held zich daar veel over verwondert wordt hij tegengewerkt door kwade wezens, maar evengoed ook geholpen door goede mensen en dierhelpers. De held slaagt erin, mede dankzij zijn moed, wijsheid, eerlijkheid, goedheid of geluk, om het avontuur tot een goed einde te brengen. Het sprookje eindigt in de regel optimistisch (in tegenstelling tot de sage!). Vandaar dat de slotformule dikwijls luidt: "En ze leefden nog lang en gelukkig". In veel gevallen is de uitkomst dat de held trouwt met de prinses of dat de heldin in het huwelijk treedt met de uitverkoren prins. In andere sprookjes gebeurt het wel dat de held rijkdom vergaart of een grote sociale promotie maakt. Veel sprookjes tonen jonge helden en heldinnen die zich losmaken van hun ouders en aan een zelfstandig leven in de wereld beginnen (uitzondering hierop vormen de kindersprookjes waarin kleine kinderen de hoofdrol spelen, zoals Roodkapje en Hans en Grietje). Het sprookje wordt doorgaans verteld als fictie, en verhalen in dit genre verwoorden bepaalde wensdromen.

## Overlap
De legende, mythe en sage zijn drie verhaalgenres die in de volksmond dikwijls door elkaar worden gebruikt. Soms bevatten volkse overleveringen nog mythische elementen (zie bijvoorbeeld Baltische mythologie).
Het onderlinge onderscheid tussen legenden, mythen, sagen en sprookjes is vanwege de vele gemeenschappelijke kenmerken soms lastig. Zo wordt het verhaal van De Vliegende Hollander in het wetenschappelijke verhaalonderzoek gezien als sage, waarin typische kenmerken als (het contract met) de duivel, het bepaalde tijdstip en de bepaalde plek (Terneuzen bijvoorbeeld) naar voren komen. Het verhaal kent echter ook religieuze trekjes (de straf van God voor het varen op paasmorgen), waardoor het soms tot de legenden wordt gerekend of gerekend zou kunnen worden. In de volksmond wordt het verhaal soms weer gezien als sprookje. Vele populair geschreven volksverhaalboeken, die het verhaal als sprookje typeren, maar ook een attractie als die in het sprookjespark De Efteling, zullen hierbij zeker een rol spelen. Om het nog verwarrender te maken: in het Engels spreken we hier van een legend, maar in het Nederlands gaan we uit van het Duitse Sage. En juist in het Duitse wetenschappelijke verhaalonderzoek is de sage van de Vliegende Hollander opgenomen in het Enzyklopädie des Märchens, waarbij Märchen (althans, hier in de titel van de Duitstalige encyclopedie gebruikt) uit het Duits weer vertaald wordt als sprookje.
Net als in sagen spelen ook in sprookjes bovennatuurlijke wezens zoals heksen, tovenaars en elfen een zeer belangrijke rol. Legenden en sagen zijn dikwijls gebonden aan zowel een bepaalde tijd en plaats als aan een bepaalde persoon, mythen in mindere mate. Sprookjes zijn vaak ook gebonden aan een of hooguit enkele personen, maar niet of nauwelijks aan een duidelijk omschreven tijd of plaats; een sprookje speelt zich af op een onbepaalde plaats (bijvoorbeeld een fictief koninkrijk) en in een niet nader omschreven tijdperk.

## Schematisch overzicht
|                    | legende                                             | eigenlijke sage                                                    | historische sage                                  | stadssage, urban legend                              | mythe                                                                                     | sprookje | fabel                                                                                        |
| oorsprong woord    | Latijn: legenda (wat gelezen moet worden)           | Duits: sagen (wat verteld moet worden)                             | Duits: sagen (wat verteld moet worden)            |                                                      | Grieks: mythos (mondeling), logos (woord, geschreven verslag)                             | Middelnederlands: sproke (verhaal/vertelling)                                                                                         | Latijn: fabula (klassieke oudheid)                                                           |
| ruimte, locatie    | historisch gesitueerd                               | nauwkeurige plaats                                                 | historisch nauwkeurig                             | stad, stedelijke omgeving (herkenbaar)               | natuurlijke omgeving, soms vermeld, niet relevant voor verhaal                            | universeel (gesitueerd) | niet specifiek, vaak natuurlijke omgeving                                                    |
| tijd               | historisch nauwkeurig                               | historisch nauwkeurig                                              | historisch nauwkeurig (soms data)                 | eigen tijd, niet specifiek                           | historisch, niet specifiek                                                                | universeel | niet specifiek, kan op elk moment                                                            |
| hoofdpersonages    | heiligen, Christus, heilig voorwerp                 | spoken, heksen, tovenaars, duivels en mensen                       | spoken, heksen, tovenaars, duivels en mensen      | gewone, herkenbare mensen                            | mensen, goden, mythische wezens, helden                                                   | - gewone mensen (arm meisje, molenaar, ...) - bijzondere mensen (koning, prinses, prins, ...) - magische wezens (tovenaar, heks, ...) | dieren met menselijke kenmerken                                                              |
| vertelstof         | religieus met historische kern                      | conflict tussen mensen en bovenmenselijke met pessimistische einde | minder negatief einde voor mens                   | gruwelijke sfeer, angsten                            | herkenbare emoties, symboliek, - voor mensen, + voor goden                                | botsing tussen magisch en menselijke, happy ending                                                                                    | dieren die menselijke situaties uitbeelden                                                   |
| doel/functie       | moraal (hoe je je moet gedragen)                    | volksgeloof met kerngedachte                                       | verklaren van steden, landschappen, bijnamen, ... | vermaak                                              | element natuur, menselijke emotie verklaren, tonen wat goed is                            | ontspannen, in spiegel doen kijken, reflecteren over onvoorspelbaar, ervaringen bespreekbaar maken, vertellen wat fout kan lopen      | kritiek geven (zonder naam), moraal meegeven                                                 |
| typische kenmerken | bovennatuurlijke elementen, getallensymboliek (3,7) | mondeling overgeleverd                                             |                                                   | details, geen precieze bron, verschillende varianten | mondeling overgebracht, verschillende versies (symbolen/attributen die altijd terugkomen) | getallensymboliek (3,7) | - stijl: meestal in verzen geschreven - hedendaagse betekenis: leugentje, iets zonder bewijs |